# Henk Aalderink
Hendrik Arend Jan (Henk) Aalderink (Almen, 29 maart 1949 – Steenderen, 19 februari 2015) was een Nederlandse politicus voor de VVD.

## Loopbaan
Aalderink had van 1978 tot 2003 een beveiligingsbedrijf. Ook was hij voorzitter van de Doesburgse VVD en gedeputeerde van de provincie Gelderland. Als gedeputeerde maakte hij zich onder andere sterk voor het - later afgeschoten - grote Multimodaal Transportcentrum bij Valburg. Een ander dossier waarmee hij veelvuldig in de publiciteit kwam, was het verzet tegen de overlast door de grote varkenshouderij De Knorhof in het Betuwse Erichem.
In november 2005 werd Aalderink benoemd tot burgemeester van de Gelderse gemeente Bronckhorst. In mei 2012 kwam hij landelijk in het nieuws doordat hij had aangegeven tijdens de Nationale Dodenherdenking te Vorden ook langs graven van omgekomen Wehrmacht-soldaten te willen lopen. Dit werd hem door de rechtbank te Zutphen verboden, na een kort geding dat was aangespannen door Federatief Joods Nederland. In februari 2013 oordeelde de rechtbank in Arnhem echter in hoger beroep dat hij dit wel had mogen doen.
In februari 2013 werd Aalderink door het vakblad Binnenlands Bestuur verkozen tot Beste Lokale Bestuurder van 2012.
Op 10 juli 2014 werd Aalderink benoemd tot Ridder in de Orde van Oranje-Nassau. De versierselen werden hem opgespeld door de commissaris van de Koning in Gelderland, Clemens Cornielje.

## Ziekte en overlijden
In 2013 werd geconstateerd dat Aalderink ongeneeslijk ziek was. In verband met zijn aandoening liet hij zich van 1 oktober 2013 tot 1 januari 2014 als burgemeester vervangen door Fred de Graaf. Hij gaf in april 2014 aan dat hij zijn tweede termijn, die tot eind 2017 zou lopen, niet af zou maken.
Op 30 januari 2015 moest Aalderink opnieuw afstand doen van zijn positie van burgemeester in verband met zijn ziekte. Hij overleed enkele weken later op 65-jarige leeftijd. De afscheidsdienst werd gehouden op 26 februari in Zelhem. Hij werd gecremeerd in Dieren. Helmi Huijbregts-Schiedon werd op 2 februari 2015 geïnstalleerd als waarnemend burgemeester voor onbepaalde tijd.